# 有島重武
有島 重武（ありしま しげたけ、1924年〈大正13年〉6月28日 - 2006年〈平成18年〉1月19日）は、日本の政治家。衆議院議員を8期務めた。

## 経歴
東京都出身。有島行郎の二男。1948年、慶應義塾大学工学部機械工学科を卒業する。創価学会理事、民主音楽協会理事を務める。1963年発表の学会歌「世界広布の歌」を作曲。
1967年1月29日、第31回衆議院議員総選挙に、東京6区から公明党公認候補として立候補し、初当選する（以降、連続8期）。
1984年、公明党会計監査委員に就任する。
1986年12月、公明党大会において、公明党中央統制委員に就任する。
1989年、明電工事件の疑惑による矢野絢也の公明党委員長退任にともない、公明党中央統制委員を退任する。
1990年2月、第39回衆議院議員総選挙に立候補せず、選挙地盤を公明党公認候補の東祥三に譲り、元公明党委員長の竹入義勝と共に政界から引退する。
2006年1月19日、死去。81歳没。

## 人物
公害問題や都市の緑化といった「都市問題」には大変関心があった。趣味は読書、水泳、音楽。宗教は日蓮正宗。住所は東京都港区白金台2丁目、江東区大島7丁目。

## 家族・親族
有島家
- 父・行郎（1894年 - ?、日本油脂取締役）[2]
- 妻・正枝（大森長兵衛の二女）[2]

親戚
- 伯父・有島武郎（小説家）
- 伯父・有島生馬（文化功労者、洋画家、作家）
- 伯父・里見弴（小説家）
- 従兄・森雅之（俳優）
- 従弟・山内静夫（映画プロデューサー）

## 役職歴
- 公明党会計監査委員
- 公明党中央統制委員
- 創価学会理事
- 民主音楽協会理事